# Morti il 24 gennaio
| Questa pagina contiene informazioni ricavate automaticamente dalle voci biografiche con l'ausilio del template Bio e di un bot. L'aggiornamento è periodico e automatico e ricostruisce completamente la pagina. Se manca una persona in questa lista, sei pregato di non aggiungerla, ma accertati piuttosto che la sua voce biografica contenga il template Bio e che i dati anagrafici siano correttamente compilati. Se il template Bio manca, inseriscilo tu stesso o, in alternativa, metti l'avviso {{tmp\|Bio}} che ne segnala la mancanza. Se i dati riportati sono sbagliati, correggi direttamente la voce biografica; le modifiche saranno visibili in questa lista entro pochi giorni. Per chiarimenti vedi il progetto biografie. La lista contiene solo le 566 persone che sono citate nell'enciclopedia e per le quali è stato implementato correttamente il template Bio. Pagina aggiornata al 13 ago 2025. |

## I secolo(4)
- 41 - Caligola, imperatore romano (n. 12)
- 41 - Milonia Cesonia, nobildonna romana
- 41 - Giulia Drusilla, nobildonna romana (n. 39)
- 41 - Publio Nonio Asprenate, magistrato e senatore romano

## III secolo(1)
- 249 - Feliciano di Foligno, vescovo romano (n. 160)

## VIII secolo(2)
- 772 - Papa Stefano III, papa, vescovo e cardinale italiano (n. 720)
- 799 - Giovanni IV di Alessandria, arcivescovo cristiano orientale egiziano

## IX secolo(2)
- 817 - Papa Stefano IV, papa e cardinale italiano
- 821 - Arno, arcivescovo tedesco

## X secolo(1)
- 914 - Ahmad II, persiano

## XI secolo(2)
- 1042 - Abu al-Qasim Muhammad ibn Abbad, sovrano arabo
- 1046 - Eccardo II di Meißen, nobile tedesco (n. 985)

## XII secolo(4)
- 1102 - Costantino I d'Armenia, nobile armeno
- 1110 - Al-Musta'in II, re
- 1125 - Davide IV di Georgia, re georgiano (n. 1073)
- 1149 - Goffredo di Lèves, vescovo francese

## XIII secolo(2)
- 1237 - Bartolomeo di Roye, nobile francese
- 1276 - Valderamo II di Nassau, nobile tedesco

## XIV secolo(4)
- 1302 - Cimabue, pittore italiano (n. 1240)
- 1336 - Alfonso IV d'Aragona, sovrano (n. 1299)
- 1349 - Luchino Visconti, condottiero italiano (n. 1292)
- 1376 - Richard FitzAlan, X conte di Arundel, nobile e militare inglese (n. 1306)

## XV secolo(1)
- 1425 - Caterina di Borgogna, nobile (n. 1378)

## XVI secolo(7)
- 1511 - Giovanni Paternò, arcivescovo cattolico italiano
- 1515 - Paola Gambara Costa, nobildonna e beata italiana (n. 1463)
- 1524 - Didrik Slagheck, arcivescovo cattolico danese
- 1556 - Juan Claros de Guzmán, IX conte di Niebla, nobile spagnolo (n. 1519)
- 1559 - Guglielmo IV di Henneberg-Schleusingen, conte tedesco
- 1562 - Pietro Fortini, poeta, scrittore e commediografo italiano
- 1595 - Ferdinando II d'Austria, duca (n. 1529)

## XVII secolo(14)
- 1620 - Mario da Calascio, francescano e linguista italiano (n. 1550)
- 1624 - Antonio Pagni, presbitero e religioso italiano (n. 1556)
- 1626 - Samuel Argall, navigatore inglese (n. 1580)
- 1626 - Gastón de Moncada y Gralla, nobile, politico e diplomatico spagnolo (n. 1554)
- 1632 - Giovanni Battista Salvago, vescovo cattolico italiano (n. 1560)
- 1639 - Jürg Jenatsch, militare e politico svizzero (n. 1596)
- 1641 - Felice Centini, cardinale e vescovo cattolico italiano (n. 1562)
- 1645 - Giovanni Branca, ingegnere e architetto italiano (n. 1571)
- 1657 - Claudio di Guisa, nobile (n. 1578)
- 1665 - Carel van Savoyen, pittore, incisore e editore fiammingo
- 1671 - Filippo di Hohenzollern-Hechingen, principe (n. 1616)
- 1679 - Ulderico Carpegna, cardinale e vescovo cattolico italiano (n. 1595)
- 1679 - Maurizio Enrico di Nassau-Hadamar, nobile tedesco (n. 1626)
- 1684 - Girolamo Boncompagni, cardinale e arcivescovo cattolico italiano (n. 1622)

## XVIII secolo(28)
- 1708 - Federico II d'Assia-Homburg, nobile tedesco (n. 1633)
- 1709 - George Rooke, ammiraglio inglese (n. 1650)
- 1711 - Jean Berain, pittore, decoratore e incisore francese (n. 1640)
- 1716 - Antonio Maria Ferri, architetto italiano (n. 1651)
- 1722 - Filippo Hercolani, I principe Hercolani, nobile, politico e diplomatico italiano (n. 1663)
- 1727 - Filippo di Borbone-Vendôme, nobile francese (n. 1655)
- 1728 - Domenico Pelli, architetto e imprenditore svizzero (n. 1657)
- 1736 - Matteo Basile, arcivescovo cattolico italiano (n. 1673)
- 1737 - Alessandro Sigismondo di Palatinato-Neuburg, vescovo cattolico tedesco (n. 1663)
- 1737 - William Wake, arcivescovo anglicano inglese (n. 1657)
- 1738 - Jean-François Melon, economista francese (n. 1675)
- 1742 - Benedikt Anton Aufschnaiter, compositore austriaco (n. 1665)
- 1744 - Stefano Durazzo, doge (n. 1668)
- 1744 - Marie Poussepin, religiosa francese (n. 1653)
- 1747 - Ercole Tomaso Roero, politico, militare e diplomatico italiano (n. 1661)
- 1754 - Giovanni Battista Barni, cardinale e arcivescovo cattolico italiano (n. 1676)
- 1757 - Francesco Robba, scultore italiano (n. 1698)
- 1760 - Lavinia Fenton, attrice teatrale e nobildonna britannica (n. 1708)
- 1766 - Antonio Consetti, pittore italiano (n. 1686)
- 1771 - Herman Spöring, esploratore, botanico e naturalista finlandese (n. 1733)
- 1773 - Philippe Buache, geografo e cartografo francese (n. 1700)
- 1777 - William Ewen, politico e rivoluzionario statunitense (n. 1720)
- 1781 - Pierre-Jules-César de Rochechouard-Montigny, vescovo cattolico francese (n. 1698)
- 1784 - Andrea Bernasconi, compositore italiano (n. 1706)
- 1784 - Giovanni Crisostomo Trombelli, presbitero e filologo italiano (n. 1697)
- 1788 - Giovanni Battista Ronchelli, pittore italiano (n. 1715)
- 1792 - Anselmo Cattich, vescovo cattolico dalmata (n. 1715)
- 1794 - Jean-Antoine Morand, architetto e scenografo francese (n. 1727)

## XIX secolo(58)
- 1802 - Josep Duran, compositore spagnolo
- 1807 - Jean-Augustin Renard, architetto e decoratore francese (n. 1744)
- 1810 - Giovanni Agostino De Cosmi, pedagogista e filosofo italiano (n. 1726)
- 1820 - Diego Innico Caracciolo di Martina, cardinale italiano (n. 1759)
- 1824 - Ercole Consalvi, cardinale, politico e mecenate italiano (n. 1757)
- 1829 - Ottavio Assarotti, religioso e teologo italiano (n. 1753)
- 1830 - Giuseppe Firrao il Giovane, cardinale e arcivescovo cattolico italiano (n. 1736)
- 1833 - Teofilo III di Alessandria, arcivescovo ortodosso greco (n. 1764)
- 1836 - Francesco Alberi, pittore italiano (n. 1765)
- 1837 - Michele Saverio Provana del Sabbione, politico italiano (n. 1770)
- 1840 - Diodata Saluzzo Roero, letterata, scrittrice e poetessa italiana (n. 1774)
- 1843 - Vasilij Vasil'evič Orlov-Denisov, generale russo (n. 1775)
- 1848 - Emmanuel Marie Maximilien de Croÿ-Solre, politico e ufficiale francese (n. 1768)
- 1848 - Horace Wells, dentista statunitense (n. 1815)
- 1849 - Leopold Trattinnick, botanico e micologo austriaco (n. 1764)
- 1851 - Kazimierz Roch Dmochowski, arcivescovo cattolico polacco (n. 1780)
- 1851 - Giuseppe Lamberti, patriota italiano (n. 1801)
- 1851 - Konrad Johann Martin Langenbeck, chirurgo, oculista e anatomista tedesco (n. 1776)
- 1851 - Gaspare Spontini, compositore italiano (n. 1774)
- 1852 - Ján Kollár, scrittore, archeologo e scienziato slovacco (n. 1793)
- 1855 - Natal'ja Viktorovna Kočubeja, nobildonna russa (n. 1800)
- 1859 - Massimina Rosellini Fantastici, scrittrice e poetessa italiana (n. 1789)
- 1862 - Zinaida Aleksandrovna Belosel'skaja, poetessa e scrittrice russa (n. 1789)
- 1863 - Luigi Malaspina, politico italiano (n. 1809)
- 1865 - Stephen Allen Benson, politico liberiano (n. 1816)
- 1866 - George Ord, ornitologo statunitense (n. 1781)
- 1868 - John Davy, chimico britannico (n. 1790)
- 1869 - Giovanni Colonna Romano Filingeri, politico e prefetto italiano (n. 1810)
- 1872 - Giulia Centurelli, poetessa, pittrice e patriota italiana (n. 1832)
- 1872 - Friedrich Adolf Trendelenburg, filosofo tedesco (n. 1802)
- 1873 - Jules Eytel, avvocato e politico svizzero (n. 1817)
- 1874 - Francesco Caffi, musicologo, magistrato e scrittore italiano (n. 1778)
- 1875 - Giuseppe Ghio, generale italiano (n. 1818)
- 1876 - Saverio Grisei, patriota italiano (n. 1811)
- 1876 - Antonio Spagni, patriota e esploratore italiano (n. 1809)
- 1877 - Antonio Garbiglietti, medico, entomologo e antropologo italiano (n. 1807)
- 1878 - Pieter Bleeker, medico e ittiologo olandese (n. 1819)
- 1879 - Heinrich Geissler, fisico tedesco (n. 1814)
- 1881 - James Collinson, pittore inglese (n. 1825)
- 1882 - Pier Luigi Bembo, politico italiano (n. 1823)
- 1882 - Giovanni Siotto Pintor, politico, avvocato e magistrato italiano (n. 1805)
- 1883 - Friedrich von Flotow, compositore tedesco (n. 1812)
- 1884 - Antonio Ghivizzani, politico e magistrato italiano (n. 1808)
- 1886 - Sebastiano Tecchio, politico italiano (n. 1807)
- 1886 - Il'ja Nikolaevič Ul'janov, insegnante e politico russo (n. 1831)
- 1889 - Luigi di Borbone-Spagna, principe spagnolo (n. 1864)
- 1891 - Karl Stauffer-Bern, pittore, incisore e scultore svizzero (n. 1857)
- 1892 - Henri Baudrillart, economista e giornalista francese (n. 1821)
- 1892 - Adelaide Tessero, attrice teatrale italiana (n. 1842)
- 1893 - Andrej Nikolaevič Korf, generale russo (n. 1831)
- 1894 - Martin Čulen, insegnante, patriota e presbitero slovacco (n. 1823)
- 1894 - Constance Fenimore Woolson, scrittrice statunitense (n. 1840)
- 1894 - Nicolò Massa, compositore, pianista e direttore d'orchestra italiano (n. 1854)
- 1894 - Alexander von Middendorf, zoologo e esploratore russo (n. 1815)
- 1895 - Randolph Henry Churchill, nobile e politico britannico (n. 1849)
- 1896 - Michele Ruta, pianista, compositore e critico musicale italiano (n. 1826)
- 1897 - Hermann Hager, farmacista e scrittore tedesco (n. 1816)
- 1900 - Isacco Artom, diplomatico e politico italiano (n. 1829)

## XX secolo(288)
- 1901 - Eugène de Pousargues, zoologo francese (n. 1859)
- 1903 - Eduard Böhl, teologo tedesco (n. 1836)
- 1903 - Niko I Dadiani, principe georgiano (n. 1847)
- 1904 - Federico I di Anhalt, duca (n. 1831)
- 1904 - Pietro Nocito, politico e giurista italiano (n. 1841)
- 1905 - Giovanni Battista Ceschi a Santa Croce, nobile italiano (n. 1827)
- 1905 - Carl Neuber, presbitero tedesco (n. 1841)
- 1905 - Ludovico Piavi, patriarca cattolico italiano (n. 1833)
- 1906 - Aliprando Moriggia, medico italiano (n. 1830)
- 1906 - Louis de Wecker, oculista francese (n. 1832)
- 1907 - Russell Alexander Alger, politico statunitense (n. 1836)
- 1907 - Félix-Joseph Barrias, pittore e illustratore francese (n. 1822)
- 1907 - Moritz Steinschneider, ebraista e bibliografo ceco (n. 1816)
- 1909 - Petre S. Aurelian, politico rumeno (n. 1833)
- 1909 - Thomas Coke, II conte di Leicester, nobile inglese (n. 1822)
- 1911 - Shūsui Kōtoku, politico, giornalista e anarchico giapponese (n. 1871)
- 1911 - Heinrich Mayr, botanico tedesco (n. 1854)
- 1911 - David Graham Phillips, scrittore e giornalista statunitense (n. 1867)
- 1911 - Gudō Uchiyama, monaco buddista giapponese (n. 1874)
- 1912 - Paul Duproix, scrittore svizzero (n. 1851)
- 1912 - Giuseppe Cesare Molineri, scrittore, poeta e giornalista italiano (n. 1847)
- 1914 - David Gill, astronomo britannico (n. 1843)
- 1914 - Giuseppe Ricca Rosellini, agronomo italiano (n. 1834)
- 1915 - Arthur Auwers, astronomo tedesco (n. 1838)
- 1916 - Isa Boletini, militare e politico albanese (n. 1864)
- 1916 - John Bunyan Reeve, pastore protestante statunitense (n. 1831)
- 1917 - Giovanni Rastelli, politico italiano (n. 1858)
- 1918 - Luigi Bevilacqua, militare italiano (n. 1895)
- 1918 - Charles-Moïse Briquet, imprenditore, storico e filantropo svizzero (n. 1839)
- 1918 - Pietro Paolo Fusco, poeta e medico italiano (n. 1880)
- 1919 - Filiberto Castellano, matematico italiano (n. 1860)
- 1919 - Carolina Luzzatto, scrittrice, giornalista e patriota italiana (n. 1837)
- 1919 - Ulisse Rocchi, politico e medico italiano (n. 1836)
- 1919 - Ismail Qemali, politico albanese (n. 1844)
- 1920 - Percy French, poeta, cantautore e pittore irlandese (n. 1854)
- 1920 - Mario Pilo, psicologo, filosofo e critico d'arte italiano (n. 1859)
- 1920 - Amedeo Modigliani, pittore e scultore italiano (n. 1884)
- 1920 - Hazel Neason, attrice e sceneggiatrice statunitense (n. 1891)
- 1920 - William Plunket, V barone Plunket, diplomatico e politico britannico (n. 1864)
- 1921 - William Marshall, tennista e architetto britannico (n. 1849)
- 1923 - Caroline LeCount, docente e attivista statunitense
- 1924 - Federico Ciccodicola, ufficiale italiano (n. 1860)
- 1924 - Maria Adelaide di Lussemburgo, nobildonna (n. 1894)
- 1924 - Michail Vladimirovič Rodzjanko, politico russo (n. 1859)
- 1924 - Cesare Sarfatti, avvocato e politico italiano (n. 1866)
- 1925 - Adele Bloch-Bauer, socialite austriaca (n. 1881)
- 1925 - Wilton Taylor, attore statunitense (n. 1869)
- 1926 - Johannes Metger, scacchista tedesco (n. 1850)
- 1928 - Pompeo Gherardo Molmenti, scrittore, storico e politico italiano (n. 1852)
- 1929 - Wilfred Baddeley, tennista inglese (n. 1872)
- 1929 - Giovanni Smirich, archeologo e pittore dalmata (n. 1842)
- 1929 - Ekaterina Pavlovna Vjazemskaja, nobildonna russa (n. 1849)
- 1930 - Adolf Kneser, matematico tedesco (n. 1862)
- 1930 - Rebecca Latimer Felton, politica statunitense (n. 1835)
- 1930 - Mario Sammarco, baritono italiano (n. 1868)
- 1932 - Hermine Rheinberger, scrittrice e poetessa liechtensteinese (n. 1864)
- 1934 - Giuseppe Fiorini, liutaio italiano (n. 1861)
- 1934 - Armand Rassenfosse, incisore, disegnatore e pittore belga (n. 1862)
- 1935 - Ulrico Hoepli, editore svizzero (n. 1847)
- 1935 - John Robertson, allenatore di calcio e calciatore scozzese (n. 1877)
- 1936 - Vladimir Barskij, attore e regista sovietico (n. 1866)
- 1936 - Harry T. Morey, attore e regista statunitense (n. 1873)
- 1937 - Andrew Jackson Montague, politico statunitense (n. 1862)
- 1938 - Jules-Alexandre Grün, pittore francese (n. 1868)
- 1939 - Maximilian Bircher-Benner, medico svizzero (n. 1867)
- 1939 - Magnus von Eberhardt, generale tedesco (n. 1855)
- 1939 - Alexander Kanoldt, pittore tedesco (n. 1881)
- 1939 - Julius von Kennel, zoologo e entomologo tedesco (n. 1854)
- 1940 - Alfred Schneidau, crickettista e calciatore inglese (n. 1867)
- 1940 - Emanuele Soler, geodeta e politico italiano (n. 1867)
- 1940 - Fritz de Quervain, chirurgo svizzero (n. 1868)
- 1941 - Thomas A. Curran, attore australiano (n. 1879)
- 1941 - Josslyn Hay, XXII conte di Erroll, nobile scozzese (n. 1901)
- 1941 - Antonio Paolillo, militare italiano (n. 1915)
- 1943 - Joe Choynski, pugile statunitense (n. 1868)
- 1944 - Maria Bard, attrice tedesca (n. 1900)
- 1944 - Bruno De Santis, calciatore italiano (n. 1909)
- 1944 - Sergio Toja, partigiano italiano (n. 1923)
- 1945 - Clara Archivolti Cavalieri, filantropa italiana (n. 1852)
- 1945 - Azi Agadovič Aslanov, militare sovietico (n. 1910)
- 1945 - Angelo Meloni, fantino italiano (n. 1880)
- 1945 - Henry Michaud, aviatore e generale francese (n. 1875)
- 1945 - Bruno Tuscano, partigiano italiano (n. 1920)
- 1947 - Wilhelm Fuchs, poliziotto tedesco (n. 1898)
- 1947 - Chigusa Kitani, pittrice e insegnante giapponese (n. 1895)
- 1947 - Felix Timmermans, scrittore belga (n. 1886)
- 1948 - Hans Aumeier, militare tedesco (n. 1906)
- 1948 - Giuseppe Timoteo Giaccardo, presbitero italiano (n. 1896)
- 1948 - Paul Götze, militare tedesco (n. 1903)
- 1948 - Josef Kollmer, militare e poliziotto tedesco (n. 1901)
- 1948 - Franz Kraus, militare tedesco (n. 1903)
- 1948 - Arthur Liebehenschel, militare tedesco (n. 1901)
- 1948 - Maria Mandl, militare e criminale di guerra austriaca (n. 1912)
- 1948 - Willie McCartney, allenatore di calcio e calciatore scozzese (n. 1888)
- 1948 - Erich Mußfeldt, militare tedesco (n. 1913)
- 1948 - Karl Möckel, militare tedesco (n. 1901)
- 1948 - Antoinette de Saint Léger, imprenditrice e mecenate russa (n. 1856)
- 1949 - Luigi Rizzi, alpinista italiano (n. 1869)
- 1950 - Luigi Montagna, wrestler, pugile e attore italiano (n. 1887)
- 1951 - Ignatij Julianovič Kračkovskij, orientalista e geografo russo (n. 1883)
- 1951 - Abelardo Olivier, schermidore italiano (n. 1877)
- 1952 - Edgar Erskine Hume, generale e medico statunitense (n. 1889)
- 1953 - Nathan Banks, entomologo e aracnologo statunitense (n. 1868)
- 1953 - Luciano Fancelli, fisarmonicista e compositore italiano (n. 1928)
- 1953 - Antonio Pavan, politico italiano (n. 1894)
- 1955 - Ira Hayes, militare nativo americano (n. 1923)
- 1955 - Percy Heawood, matematico britannico (n. 1861)
- 1955 - Friedrich Wilhelm Kopsch, anatomista tedesco (n. 1868)
- 1955 - Henry Potter, golfista statunitense (n. 1881)
- 1955 - Nello Valzania, aviatore italiano (n. 1911)
- 1956 - André Basset, orientalista e linguista francese (n. 1895)
- 1956 - Secondo Caire, calciatore italiano (n. 1893)
- 1956 - Frank Garcia, cestista e giocatore di baseball statunitense (n. 1917)
- 1957 - Alexander Moritz Frey, scrittore tedesco (n. 1881)
- 1957 - Hans Lindman, calciatore svedese (n. 1884)
- 1957 - Ludwig Trautmann, attore, regista e produttore cinematografico tedesco (n. 1885)
- 1958 - Hedwig Bleibtreu, attrice austriaca (n. 1868)
- 1958 - Carmine Senise, poliziotto e prefetto italiano (n. 1883)
- 1959 - Teresio Guglielmone, politico, imprenditore e banchiere italiano (n. 1902)
- 1959 - Jean Lhermitte, neurologo francese (n. 1877)
- 1960 - Mario Barberis, pittore e illustratore italiano (n. 1893)
- 1960 - Edwin Cerio, ingegnere, scrittore e naturalista italiano (n. 1875)
- 1960 - Edwin Fischer, pianista e direttore d'orchestra svizzero (n. 1886)
- 1960 - José Giralt, calciatore cubano (n. 1884)
- 1960 - John Miljan, attore statunitense (n. 1892)
- 1961 - Alfred Carlton Gilbert, astista statunitense (n. 1884)
- 1961 - Francesco Giordani, chimico italiano (n. 1896)
- 1962 - Karl August Luther, velocista svedese (n. 1885)
- 1962 - Arturo Raffaldini, pittore e restauratore italiano (n. 1899)
- 1962 - Tom Shirley, attore statunitense (n. 1899)
- 1962 - Ahmet Hamdi Tanpınar, scrittore, poeta e saggista turco (n. 1901)
- 1963 - Léon Delsarte, ginnasta francese (n. 1893)
- 1963 - Otto Harbach, librettista e paroliere statunitense (n. 1873)
- 1963 - Dino Olivieri, musicista, compositore e direttore d'orchestra italiano (n. 1905)
- 1965 - Elvira Casazza, mezzosoprano italiano (n. 1884)
- 1965 - Winston Churchill, politico, storico e giornalista britannico (n. 1874)
- 1965 - Giuseppe Cocchiara, antropologo e etnologo italiano (n. 1904)
- 1965 - Billy Cowan, calciatore scozzese (n. 1896)
- 1965 - Nikolaj Onufrievič Losskij, filosofo russo (n. 1870)
- 1966 - Homi Jehangir Bhabha, fisico indiano (n. 1909)
- 1966 - Michele Gortani, geologo, paleontologo e politico italiano (n. 1883)
- 1966 - Alex Ireland, pugile britannico (n. 1901)
- 1967 - Ján Bakoš, arabista e traduttore slovacco (n. 1890)
- 1967 - Luigi Federzoni, politico e scrittore italiano (n. 1878)
- 1967 - Oliverio Girondo, poeta argentino (n. 1891)
- 1968 - Tullio Bonadeo, calciatore e pallanuotista italiano (n. 1905)
- 1968 - Ernesto Lapadula, architetto e urbanista italiano (n. 1902)
- 1968 - Alf Wigert, hockeista su ghiaccio svedese (n. 1895)
- 1969 - Dorcas Matthews, attrice statunitense (n. 1890)
- 1969 - Anna Maria Princigalli, pedagogista, partigiana e politica italiana (n. 1916)
- 1969 - Augusto Silvestri, violinista e direttore d'orchestra italiano (n. 1885)
- 1969 - António Sérgio, filosofo e politico portoghese (n. 1883)
- 1970 - Betty Ross Clarke, attrice statunitense (n. 1892)
- 1970 - Silvio Stritzel, allenatore di calcio e calciatore italiano (n. 1893)
- 1971 - Nino Bertoletti, pittore, illustratore e decoratore italiano (n. 1889)
- 1971 - St. John Greer Ervine, drammaturgo, saggista e critico letterario irlandese (n. 1883)
- 1971 - Bill W., attivista statunitense (n. 1895)
- 1972 - Gene Austin, cantante statunitense (n. 1900)
- 1972 - Gyula Bóbis, lottatore ungherese (n. 1909)
- 1972 - Jerome Cowan, attore statunitense (n. 1897)
- 1972 - Felix Ley, missionario e vescovo cattolico statunitense (n. 1909)
- 1972 - Khalid III bin Muhammad al-Qasimi, sovrano emiratino (n. 1927)
- 1973 - Cesare Bertoni, violinista italiano (n. 1886)
- 1973 - J. Carrol Naish, attore statunitense (n. 1896)
- 1973 - Francesco Scotti, politico italiano (n. 1910)
- 1973 - Masao Ōba, pugile giapponese (n. 1949)
- 1974 - Frank Chevallier-Boutell, calciatore argentino (n. 1879)
- 1974 - Amy Nimr, pittrice egiziana (n. 1898)
- 1975 - Larry Fine, attore, violinista e comico statunitense (n. 1902)
- 1975 - Erich Kempka, militare tedesco (n. 1910)
- 1975 - Alpinolo Natucci, matematico italiano (n. 1883)
- 1975 - Carlo Nazzaro, giornalista e scrittore italiano (n. 1887)
- 1976 - Emil Bodnăraș, generale, agente segreto e politico rumeno (n. 1904)
- 1976 - Armand Feralli, calciatore svizzero (n. 1897)
- 1976 - Georg Klotz, terrorista italiano (n. 1919)
- 1977 - Giovanni Cervi, ciclista su strada italiano (n. 1886)
- 1977 - Marc Detton, canottiere francese (n. 1901)
- 1978 - William Barclay, presbitero, teologo e biblista britannico (n. 1907)
- 1978 - Maurizio Barendson, giornalista e conduttore televisivo italiano (n. 1923)
- 1978 - Enzo Caselli, calciatore italiano (n. 1909)
- 1978 - Herta Oberheuser, medico tedesco (n. 1911)
- 1978 - Georges Speicher, ciclista su strada francese (n. 1907)
- 1979 - Raissa Calza, ballerina, attrice e archeologa ucraina (n. 1894)
- 1979 - Luis Gibert, pallanuotista spagnolo (n. 1903)
- 1979 - Ryszard Piec, calciatore polacco (n. 1913)
- 1979 - Guido Rossa, operaio e sindacalista italiano (n. 1934)
- 1979 - Mabel Taliaferro, attrice statunitense (n. 1887)
- 1979 - Johannes de Klerk, politico sudafricano (n. 1903)
- 1980 - Terry Anderson, calciatore inglese (n. 1944)
- 1980 - Lil Dagover, attrice tedesca (n. 1887)
- 1980 - Wolfango Giusti, slavista e traduttore italiano (n. 1901)
- 1980 - Federico Hartig, entomologo italiano (n. 1900)
- 1980 - Nils Westermark, velista svedese (n. 1892)
- 1980 - James Poe, sceneggiatore statunitense (n. 1921)
- 1980 - Nikolaj Vasil'evič Rozancev, regista sovietico (n. 1922)
- 1981 - Giuseppe Bardellini, politico italiano (n. 1892)
- 1981 - Orville Brown, wrestler statunitense (n. 1908)
- 1981 - Leandra Cominazzini Angelucci, pittrice italiana (n. 1890)
- 1981 - Peter Paul Fernandes, hockeista su prato indiano (n. 1916)
- 1981 - Giuseppe Tosi, calciatore italiano (n. 1900)
- 1981 - Gustav Tögel, calciatore austriaco (n. 1907)
- 1982 - Karol Borsuk, matematico polacco (n. 1905)
- 1982 - Alfredo Ovando Candia, politico e generale boliviano (n. 1918)
- 1983 - George Cukor, regista statunitense (n. 1899)
- 1983 - Johan Grøttumsbråten, sciatore nordico norvegese (n. 1899)
- 1983 - Juan Carlos Zabala, maratoneta argentino (n. 1911)
- 1984 - Enrico Gianeri, giornalista e disegnatore italiano (n. 1900)
- 1984 - Rosser Reeves, pubblicitario statunitense (n. 1919)
- 1984 - Domenico Sereno Regis, pacifista italiano (n. 1921)
- 1985 - Antonio Andrés Sancho, ciclista su strada spagnolo (n. 1913)
- 1985 - Elizabeth Carnegy Arbuthnott, schermitrice britannica (n. 1906)
- 1985 - Guido Dossena, allenatore di calcio e calciatore italiano (n. 1910)
- 1985 - Dalmacio Langarica, ciclista su strada e dirigente sportivo spagnolo (n. 1919)
- 1986 - Ottorino Aloisio, architetto italiano (n. 1902)
- 1986 - Victor Crutchley, ammiraglio inglese (n. 1893)
- 1986 - L. Ron Hubbard, scrittore statunitense (n. 1911)
- 1986 - Carlos Lutringer, cestista argentino (n. 1938)
- 1986 - Gordon MacRae, attore e cantante statunitense (n. 1921)
- 1986 - Giampaolo Marinoni, pilota motociclistico e poliziotto italiano (n. 1955)
- 1986 - George Paterson, calciatore e allenatore di calcio scozzese (n. 1914)
- 1986 - Emeric Imre Szasz, nuotatore e allenatore di pallanuoto ungherese (n. 1896)
- 1986 - Leopold Szondi, psichiatra ungherese (n. 1893)
- 1987 - Tetsuji Murakami, karateka giapponese (n. 1927)
- 1988 - Eugène Cardine, monaco cristiano e musicologo francese (n. 1905)
- 1988 - Werner Fenchel, matematico tedesco (n. 1905)
- 1988 - Kōnstantinos Loules, politico greco (n. 1906)
- 1988 - Gerardo Santini, giurista e avvocato italiano (n. 1924)
- 1988 - Hiroshi Yoneyama, nuotatore giapponese (n. 1909)
- 1989 - Ted Bundy, serial killer statunitense (n. 1946)
- 1989 - Mike Bytzura, cestista statunitense (n. 1922)
- 1989 - Roberto Figueroa, calciatore uruguaiano (n. 1904)
- 1989 - William Salomone, storico italiano (n. 1915)
- 1989 - Siegfried Wischnewski, attore tedesco (n. 1922)
- 1990 - Madge Bellamy, attrice statunitense (n. 1899)
- 1990 - Helga Gnauer, schermitrice austriaca (n. 1929)
- 1990 - Bohuslav Kirchmann, schermidore cecoslovacco (n. 1902)
- 1990 - Francesco Mei, giornalista e anglista italiano (n. 1923)
- 1990 - Araken, calciatore brasiliano (n. 1905)
- 1990 - Teresa Cristina di Sassonia-Coburgo-Koháry, principessa tedesca (n. 1902)
- 1990 - Leendert Gerrit Westerink, filologo classico, grecista e bizantinista olandese (n. 1913)
- 1991 - Rūdolfs Bārda, calciatore lettone (n. 1903)
- 1991 - Jack Schaefer, scrittore e giornalista statunitense (n. 1907)
- 1992 - Ignacio Bernal, antropologo, archeologo e storico messicano (n. 1910)
- 1992 - Ken Darby, compositore statunitense (n. 1909)
- 1992 - Giulio Grassini, generale italiano (n. 1922)
- 1992 - Manuel Guitián, attore spagnolo (n. 1900)
- 1992 - Klaes Karppinen, fondista finlandese (n. 1907)
- 1992 - Liu Yunqiao, artista marziale cinese (n. 1909)
- 1992 - Tina Chow, modella e gioielliere statunitense (n. 1950)
- 1992 - Ricky Ray Rector, criminale statunitense (n. 1950)
- 1992 - Luigi Taddei, pittore svizzero (n. 1898)
- 1993 - Assunta d'Asburgo-Lorena, nobile (n. 1902)
- 1993 - Héctor De Bourgoing, calciatore argentino (n. 1934)
- 1993 - Karl Larenz, giurista e filosofo tedesco (n. 1903)
- 1993 - Thurgood Marshall, giurista statunitense (n. 1908)
- 1993 - Eliane Montel, chimica e fisica francese (n. 1898)
- 1993 - Uğur Mumcu, giornalista turco (n. 1942)
- 1993 - Bruno Pulga, pittore italiano (n. 1922)
- 1993 - Henry Abel Smith, politico britannico (n. 1900)
- 1994 - Rosario Assunto, filosofo italiano (n. 1915)
- 1994 - Raymond F. Jones, scrittore di fantascienza statunitense (n. 1915)
- 1994 - Francis Krupšs, calciatore lettone (n. 1917)
- 1994 - Yves Navarre, scrittore francese (n. 1940)
- 1995 - Franco Claudio Ferrari, violinista italiano (n. 1918)
- 1995 - Sergio Pison, calciatore e allenatore di calcio italiano (n. 1930)
- 1996 - Elizaveta Bagrjanceva, discobola e allenatrice di atletica leggera sovietica (n. 1920)
- 1996 - Jimmy Davidson, calciatore scozzese (n. 1925)
- 1996 - Roderick Learoyd, militare e aviatore britannico (n. 1913)
- 1996 - Gaetano Vellani, calciatore italiano (n. 1924)
- 1996 - Seigo Yamaguchi, giapponese (n. 1924)
- 1997 - Domenico Ceccarossi, musicista italiano (n. 1910)
- 1997 - Soulis Georgiades, regista, sceneggiatore e produttore cinematografico greco (n. 1934)
- 1997 - Luigi Gioacchino Nebbia, calciatore italiano (n. 1907)
- 1998 - Mirosław Justek, calciatore polacco (n. 1948)
- 1998 - Nodar Akhalkatsi, calciatore e allenatore di calcio sovietico (n. 1938)
- 1998 - Bob Russell, conduttore televisivo statunitense (n. 1908)
- 1998 - Cor Wilders, calciatore olandese (n. 1914)
- 1999 - Walter De Boni, calciatore italiano (n. 1920)
- 1999 - Ettore Garofolo, attore italiano (n. 1947)
- 1999 - Werner Jacobs, regista, sceneggiatore e montatore tedesco (n. 1909)
- 1999 - Roger Rondeaux, ciclista su strada e ciclocrossista francese (n. 1920)
- 1999 - Jóhannes av Skarði, linguista faroese (n. 1911)
- 2000 - Jeffrey Boam, sceneggiatore e produttore cinematografico statunitense (n. 1946)
- 2000 - Theodor Brinek, allenatore di calcio e calciatore austriaco (n. 1921)
- 2000 - Carl Curtis, politico statunitense (n. 1905)
- 2000 - Bobby Duncum, wrestler statunitense (n. 1965)
- 2000 - Massimo Severo Giannini, giurista e politico italiano (n. 1915)
- 2000 - Tat'jana Petrenko-Samusenko, schermitrice sovietica (n. 1938)

## XXI secolo(146)
- 2002 - Nunzio Filogamo, conduttore radiofonico, conduttore televisivo e attore italiano (n. 1902)
- 2002 - Elie Hobeika, politico libanese (n. 1956)
- 2002 - Bernie Price, cestista statunitense (n. 1915)
- 2003 - Gianni Agnelli, imprenditore, socialite e dirigente sportivo italiano (n. 1921)
- 2003 - Lucien Blackwell, politico statunitense (n. 1931)
- 2003 - Alfonso Capone, medico e politico italiano (n. 1938)
- 2003 - Domenico De Nicola, calciatore italiano (n. 1911)
- 2003 - Cor van Hout, criminale olandese (n. 1957)
- 2003 - Henri Krasucki, sindacalista francese (n. 1924)
- 2004 - Abd al-Rahman Munif, scrittore giordano (n. 1933)
- 2004 - Alberto Bienvenú, cestista messicano (n. 1916)
- 2004 - Reva Brooks, fotografa canadese (n. 1913)
- 2004 - Leônidas, calciatore e allenatore di calcio brasiliano (n. 1913)
- 2004 - Ahmed Mihoubi, calciatore francese (n. 1924)
- 2004 - Paulette Neyraud, cestista francese (n. 1928)
- 2004 - Guinn Smith, astista statunitense (n. 1920)
- 2004 - Jack Tunney, imprenditore canadese (n. 1935)
- 2005 - June Bronhill, soprano australiano (n. 1929)
- 2005 - Baldassarre Furnari, politico italiano (n. 1932)
- 2005 - Giovanni Gao Kexian, vescovo cattolico cinese (n. 1927)
- 2005 - Else Krüger, tedesca (n. 1915)
- 2005 - Agostino Lombardo, anglista, critico letterario e traduttore italiano (n. 1927)
- 2005 - Attilio Romanò, imprenditore italiano (n. 1975)
- 2006 - Michèle Desbordes, scrittrice francese (n. 1940)
- 2006 - Schafik Hándal, rivoluzionario e politico salvadoregno (n. 1930)
- 2006 - Nicholas Brothers, ballerino statunitense (n. 1914)
- 2006 - Fayard Nicholas, coreografo, ballerino e attore statunitense (n. 1914)
- 2006 - Chris Penn, attore statunitense (n. 1965)
- 2006 - Nicholas John Shackleton, geologo e climatologo britannico (n. 1937)
- 2006 - Luciano Visintini, calciatore italiano (n. 1947)
- 2007 - Marcello Bonaccorsi, calciatore italiano (n. 1919)
- 2007 - Vittorio Corona, giornalista italiano (n. 1947)
- 2007 - Jean-François Deniau, politico, scrittore e giornalista francese (n. 1928)
- 2007 - Wolfgang Iser, anglista tedesco (n. 1926)
- 2007 - Walter Kern, presbitero e teologo austriaco (n. 1922)
- 2007 - Guadalupe Larriva, politica ecuadoriana (n. 1953)
- 2007 - Emiliano Mercado del Toro, supercentenario e militare portoricano (n. 1891)
- 2007 - Peter Tompkins, agente segreto, saggista e scrittore statunitense (n. 1919)
- 2007 - Karl Vaja, politico italiano (n. 1925)
- 2008 - Attilio Brunetti, militare e patriota italiano (n. 1917)
- 2008 - Zoe Collins, cantante britannica (n. 1943)
- 2008 - Francesco Pesenti, calciatore italiano (n. 1918)
- 2008 - Giorgio Vacchi, direttore di coro e etnomusicologo italiano (n. 1932)
- 2009 - Fernando Cornejo, calciatore cileno (n. 1969)
- 2009 - Leonard Gaskin, contrabbassista statunitense (n. 1920)
- 2009 - Marie Glory, attrice francese (n. 1905)
- 2009 - Karl Koller, allenatore di calcio e calciatore austriaco (n. 1929)
- 2009 - Bernard C. Webber, marinaio e militare statunitense (n. 1928)
- 2009 - Kay Yow, allenatrice di pallacanestro statunitense (n. 1942)
- 2010 - Lawrence Aloysius Burke, arcivescovo cattolico giamaicano (n. 1932)
- 2010 - Giannella De Marco, direttrice d'orchestra italiana (n. 1943)
- 2010 - Pernell Roberts, attore e cantante statunitense (n. 1928)
- 2011 - Anna Avanzini, ginnasta italiana (n. 1917)
- 2011 - Antonio Domingo Bussi, militare e politico argentino (n. 1926)
- 2011 - Annibale Del Mare, scrittore e giornalista italiano (n. 1914)
- 2011 - Bernd Eichinger, produttore cinematografico, regista e sceneggiatore tedesco (n. 1949)
- 2011 - Francisco Hernández, calciatore messicano (n. 1924)
- 2011 - Leonzio Rezzadore, giocatore di curling e dirigente sportivo italiano (n. 1932)
- 2011 - Samuel Ruiz García, vescovo cattolico messicano (n. 1924)
- 2011 - Pierre Sinibaldi, allenatore di calcio e calciatore francese (n. 1924)
- 2011 - Dyanik Zurakowska, attrice belga (n. 1947)
- 2012 - Kurt Adolff, pilota automobilistico tedesco (n. 1921)
- 2012 - Theo Angelopoulos, regista, sceneggiatore e produttore cinematografico greco (n. 1935)
- 2012 - James Farentino, attore statunitense (n. 1938)
- 2012 - Vadim Glowna, attore, regista e produttore cinematografico tedesco (n. 1941)
- 2012 - Luciano Maggini, ciclista su strada italiano (n. 1925)
- 2012 - Patricia Neway, attrice e soprano statunitense (n. 1919)
- 2013 - José Colomer, hockeista su prato spagnolo (n. 1935)
- 2013 - Philippe Normand, attore e cantante francese (n. 1952)
- 2013 - Richard G. Stern, scrittore statunitense (n. 1928)
- 2013 - Ewa Strömberg, attrice svedese (n. 1940)
- 2014 - Shulamit Aloni, politica israeliana (n. 1928)
- 2014 - Igor' Badamšin, fondista russo (n. 1966)
- 2014 - Abdelkader El Brazi, calciatore marocchino (n. 1964)
- 2014 - Onofrio Petrara, politico e ingegnere italiano (n. 1933)
- 2014 - Alberto Provantini, giornalista e politico italiano (n. 1941)
- 2015 - Julio Canessa, generale e politico cileno (n. 1925)
- 2015 - Otto Carius, militare tedesco (n. 1922)
- 2015 - Toller Cranston, pattinatore artistico su ghiaccio canadese (n. 1949)
- 2015 - Johan Ferner, velista norvegese (n. 1927)
- 2015 - Giancarlo Giomarelli, cantante, paroliere e compositore italiano (n. 1944)
- 2015 - Vic Groves, calciatore inglese (n. 1932)
- 2015 - Nicola Saponaro, drammaturgo italiano (n. 1935)
- 2015 - Juan Serrat, pallanuotista spagnolo (n. 1927)
- 2015 - Julien Stopyra, calciatore francese (n. 1933)
- 2015 - Tengku Intan Zaharah, sovrana malese (n. 1928)
- 2016 - Gian Carlo Abelli, politico italiano (n. 1941)
- 2016 - Jimmy Bain, bassista britannico (n. 1947)
- 2016 - Fredrik Barth, antropologo norvegese (n. 1928)
- 2016 - Yvonne Chouteau, ballerina statunitense (n. 1929)
- 2016 - Marvin Minsky, matematico, informatico e inventore statunitense (n. 1927)
- 2016 - Wim Mook, fisico olandese (n. 1932)
- 2016 - Enrico Bruno Novali, pittore e scultore italiano (n. 1928)
- 2016 - Fulvio Pieroni, arbitro di calcio, dirigente sportivo e calciatore italiano (n. 1928)
- 2016 - Henry Worsley, militare e esploratore britannico (n. 1960)
- 2017 - Fred André, allenatore di calcio e calciatore olandese (n. 1941)
- 2017 - Heriberto Correa, calciatore paraguaiano (n. 1949)
- 2018 - Gérard Genot, critico letterario e traduttore francese (n. 1937)
- 2018 - Jack Ketchum, scrittore statunitense (n. 1946)
- 2018 - Rosetta Noli, soprano italiano (n. 1922)
- 2018 - Mark E. Smith, cantante britannico (n. 1957)
- 2019 - Giovanni Campus, poeta italiano (n. 1930)
- 2019 - Robert H. Mounce, biblista e musicologo statunitense (n. 1921)
- 2019 - Renzo Pigni, politico e partigiano italiano (n. 1925)
- 2019 - Silvano Sarti, partigiano e sindacalista italiano (n. 1925)
- 2019 - Fernando Sebastián Aguilar, cardinale e arcivescovo cattolico spagnolo (n. 1929)
- 2019 - Carl Wilson, calciatore inglese (n. 1940)
- 2020 - Duje Bonačić, canottiere jugoslavo (n. 1929)
- 2020 - Seamus Mallon, politico britannico (n. 1936)
- 2020 - Horst Meyer, canottiere tedesco (n. 1941)
- 2020 - Guido Montesi, politico italiano (n. 1927)
- 2020 - Juan José Pizzuti, calciatore e allenatore di calcio argentino (n. 1927)
- 2020 - Sean Reinert, batterista statunitense (n. 1971)
- 2020 - Rob Rensenbrink, calciatore olandese (n. 1947)
- 2020 - Pete Stark, politico statunitense (n. 1931)
- 2021 - Arik Brauer, artista austriaco (n. 1929)
- 2021 - Jóhannes Eðvaldsson, calciatore islandese (n. 1950)
- 2021 - Abdullahi Ibrahim, politico e avvocato nigeriano (n. 1939)
- 2021 - Gunnel Lindblom, attrice e regista svedese (n. 1931)
- 2021 - Bruce Kirby, attore statunitense (n. 1925)
- 2021 - Barrie Mitchell, calciatore scozzese (n. 1947)
- 2021 - Patrick O'Donoghue, vescovo cattolico irlandese (n. 1934)
- 2021 - Marcel Uderzo, fumettista e illustratore francese (n. 1933)
- 2021 - Nikolaj Čebot'ko, fondista kazako (n. 1982)
- 2022 - Flavio Carboni, faccendiere italiano (n. 1932)
- 2022 - Szilveszter Csollány, ginnasta ungherese (n. 1970)
- 2022 - Greta Ferušić, superstite dell'Olocausto bosniaca (n. 1924)
- 2022 - Fatma Girik, attrice e politica turca (n. 1942)
- 2022 - Lorenzo Revojera, ingegnere, alpinista e saggista italiano (n. 1930)
- 2023 - Santo Bellina, attore italiano (n. 1964)
- 2023 - Benito Bollati, politico e avvocato italiano (n. 1926)
- 2023 - Balkrishna Vithaldas Doshi, architetto indiano (n. 1927)
- 2023 - Christelle Doumergue, cestista francese (n. 1963)
- 2023 - Lance Kerwin, attore statunitense (n. 1960)
- 2023 - Pietro Nuti, attore italiano (n. 1928)
- 2024 - Carl Andre, pittore e scultore statunitense (n. 1935)
- 2024 - Enzo Catania, giornalista e scrittore italiano (n. 1940)
- 2024 - Jesse Jane, attrice pornografica statunitense (n. 1980)
- 2024 - György Lipták, calciatore ungherese (n. 1937)
- 2024 - N. Scott Momaday, scrittore e anglista statunitense (n. 1934)
- 2024 - Serhij Rožok, calciatore ucraino (n. 1985)
- 2024 - Alberto Tanasini, vescovo cattolico italiano (n. 1945)
- 2025 - Antonio D'Agostino, regista italiano (n. 1938)
- 2025 - Dīmītrīs Domazos, calciatore greco (n. 1942)
- 2025 - Joan Hanham, politica britannica (n. 1939)
- 2025 - Gianfranco Manfredi, cantautore, scrittore e sceneggiatore italiano (n. 1948)

## Senza anno specificato(2)
- Lucio Norbano Balbo, magistrato romano
- William di Ypres, nobile e militare inglese (n. 1090)